# Khalid Hachadi
Khalid Hachadi (30 maggio 1998) è un calciatore marocchino, attaccante dell'Académica.

## Caratteristiche tecniche
È un centravanti.

## Carriera
Cresciuto nel settore giovanile dell'Ol. Khouribga, nel 2019 si è trasferito al Vitória Setúbal. Ha esordito in Primeira Liga il 12 agosto 2019 disputando l'incontro pareggiato 0-0 contro il Tondela.

## Palmarès

### Club

#### Competizioni nazionali
- Liga 3: 1

Alverca: 2023-2024